# Tea (application)
Tea, officiellement connue sous le nom de Tea Dating Advice, est une application mobile, disponible aux États-Unis, réservée aux femmes, et qui permet de publier des données personnelles sur les hommes qu'elles fréquentent actuellement, ont fréquentés ou envisagent de fréquenter, pour s'en protéger. Elle a été décrite comme un « whisper network ».

## Histoire
L'application a été lancée en 2023. En juillet 2025, elle comptait plus de 4 millions d'utilisatrices, et était à la première place des applications gratuites les plus téléchargées sur l’App Store américain. 

## Caractéristiques
L'application est réservée aux femmes, qui doivent pour s'inscrire soumettre leur photo et une pièce d'identité. Selon l'entreprise, les utilisatrices restent anonymes et l'obligation de télécharger une pièce d'identité a été supprimée en 2023,.
Elle permet aux utilisatrices de télécharger, de visualiser et de commenter des photos d'hommes, de vérifier les archives publiques des hommes et d'effectuer des recherches d'images. Elle offre également la possibilité de noter et d'évaluer les hommes, ainsi qu'une fonction de discussion de groupe,.

## Réception
Les partisans de l'application ont salué l'application qui sécurise les femmes en les aidant à vérifier si des hommes sont coupables d'adultère, de catfishing, de condamnations pénales ou d'autres comportements problématiques,,.
Ses détracteurs ont décrit l'application comme une application de doxing et une violation de la vie privée, offrant la possibilité de diffamer des personnes innocentes, dans ce qu'ils décrivent comme une chasse aux sorcières ,. Dans une interview accordée à FOX 2, William Barnwell a déclaré que des plaintes pour diffamation pouvaient s'appliquer en cas de fausses informations, mais que la vérité constituait une défense absolue (en) dans de tels cas. Certains suggèrent que l'application permet de violer les lois sur le cyberharcèlement.
Selon le fondateur de Tea, Sean Cook, l'équipe juridique de l'entreprise reçoit environ trois menaces juridiques par jour. Il déclare : « Beaucoup de personnes sont mécontentes de ce que nous faisons, et cela nous convient. Nous considérons qu'il s'agit d'un service public. » Amanda Hoover, de Business Insider, a décrit l'application comme un whisper network.

## Fuite de la base de données sur le site 4chan
En juillet 2025, des messages privés, d'autres informations d'identification personnelle et environ 72 000 images (13 000 selfies et photos d'identité, et 59 000 images provenant de publications d'applications et de messages directs) fuitent sur 4chan,,. Selon certaines allégations, la base de données principale de l'application n'était pas sécurisée, et n'était pas protégée par mot de passe ni aucune forme de cryptage de données,.
Selon le R Street Institute (en), les données divulguées suggèrent que Tea stocke activement les données de vérification des utilisateurs au-delà de ses conditions d'utilisation. Selon la société, les données divulguées contiennent des données d'utilisatrices qui se sont inscrites avant février 2024.